# Skateboard ai Giochi della XXXIII Olimpiade - Street maschile
La gara di street maschile dei Giochi della XXXIII Olimpiade si è svolta il 29 luglio 2024. Inizialmente era prevista per il 27 luglio ma è stata rimandata di due giorni a causa del maltempo. Vi hanno preso parte 22 alteti.

## Semifinale
I primi 8 Skateboarders avanzano alla Finale.
| Pos. | Batteria | Atleta              | Run    | Run   | Trick | Trick | Trick | Trick | Trick | Totale |
| Pos. | Batteria | Atleta              | 1      | 2     | 1     | 2     | 3     | 4     | 5     | Totale |
| ---- | -------- | ------------------- | ------ | ----- | ----- | ----- | ----- | ----- | ----- | ------ |
| 1    | 2        | Jagger Eaton        | 57.88  | 88.37 | 0.00  | 0.00  | 92.65 | 93.86 | 0.00  | 274.88 |
| 2    | 4        | Nyjah Huston        | 17.89  | 90.18 | 90.31 | 0.00  | 92.17 | 0.00  | 0.00  | 272.66 |
| 3    | 2        | Sora Shirai         | 61.63  | 86.71 | 93.57 | 0.00  | 0.00  | 90.14 | 0.00  | 270.42 |
| 4    | 3        | Yuto Horigome       | 89.72  | 34.75 | 93.08 | TNS   | 0.00  | 87.38 | 0.00  | 270.18 |
| 5    | 1        | Matias Dell'Olio    | 88.53  | 54.73 | 0.00  | 88.32 | 0.00  | 89.43 | 0.00  | 266.80 |
| 6    | 1        | Kelvin Hoefler      | 86.48  | 90.41 | 0.00  | 73.98 | 86.98 | 0.00  | 89.30 | 265.24 |
| 7    | 4        | Cordano Russell     | 69.00  | 86.99 | 85.38 | 91.50 | 0.00  | 0.00  | 0.00  | 263.87 |
| 8    | 4        | Richard Tury        | 87.84  | 71.25 | 78.84 | 0.00  | 0.00  | 0.00  | 91.31 | 257.99 |
| 9    | 2        | Vincent Milou       | 62.29  | 71.49 | 87.20 | 0.00  | 94.09 | 0.00  | 0.00  | 252.78 |
| 10   | 1        | Mauro Iglesias      | 8.73   | 79.50 | 0.00  | 90.12 | 0.00  | 0.00  | 79.47 | 249.09 |
| 11   | 1        | Matt Berger         | 44.53  | 51.99 | 0.00  | 0.00  | 0.00  | 88.50 | 89.95 | 230.44 |
| 12   | 2        | Brandon Valjalo     | 31.25  | 33.50 | 0.00  | 81.61 | 82.06 | 0.00  | 0.00  | 197.17 |
| 13   | 3        | Giovanni Vianna     | 85.67  | 44.03 | 0.00  | 0.00  | 92.85 | TNS   | 0.00  | 178.52 |
| 14   | 4        | Ginwoo Onodera      | 49.59  | 83.51 | 0.00  | 0.00  | 93.57 | 0.00  | 0.00  | 177.08 |
| 15   | 3        | Felipe Gustavo      | 26.29  | 64.67 | 0.00  | 72.69 | 73.48 | 0.00  | 0.00  | 157.89 |
| 16   | 2        | Aurélien Giraud     | 44.26  | 55.64 | 0.00  | 0.00  | 0.00  | 88.07 | 0.00  | 143.71 |
| 17   | 3        | Gustavo Ribeiro     | 48.31  | 33.37 | 0.00  | 93.83 | 0.00  | 0.00  | 0.00  | 142.14 |
| 18   | 3        | Ryan Decenzo        | 18.06  | 25.84 | 0.00  | 0.00  | 90.85 | 0.00  | 0.00  | 116.69 |
| 19   | 1        | Shane O'Neill       | 13.41  | 16.50 | 0.00  | 0.00  | 0.00  | 91.00 | 0.00  | 107.50 |
| 20   | 4        | Joseph Garbaccio    | 39.72. | 72.57 | 0.00  | 0.00  | 0.00  | 0.00  | 0.00  | 72.57  |
| 21   | 2        | Chris Joslin        | 50.84  | 31.50 | 00.00 | 0.00  | 0.00  | 0.00  | 0.00  | 50.84  |
| 22   | 1        | Jhancarlos González | 47.64  | 48.09 | 0.00  | 0.00  | 0.00  | 0.00  | 0.00  | 48.09  |

### Finale
| Posizione | Atleta           | Run   | Run   | Trick | Trick | Trick | Trick | Trick | Totale |
| Posizione | Atleta           | 1     | 2     | 1     | 2     | 3     | 4     | 5     | Totale |
| --------- | ---------------- | ----- | ----- | ----- | ----- | ----- | ----- | ----- | ------ |
|           | Yuto Horigome    | 89.90 | 68.54 | 94.16 | 0.00  | 0.00  | 0.00  | 97.08 | 281.14 |
|           | Jagger Eaton     | 61.77 | 91.92 | 92.80 | 93.87 | 0.00  | 95.25 | 0.00  | 281.04 |
|           | Nyjah Huston     | 87.06 | 93.37 | 92.79 | 93.22 | 0.00  | 0.00  | 0.00  | 279.38 |
| 4         | Sora Shirai      | 90.11 | 39.34 | 93.80 | 0.00  | 0.00  | 94.21 | 0.00  | 278.12 |
| 5         | Richard Tury     | 87.85 | 89.31 | 92.09 | 0.00  | 0.00  | 92.58 | 0.00  | 273.98 |
| 6         | Kelvin Hoefler   | 87.25 | 38.74 | 90.14 | 0.00  | 92.88 | 0.00  | 0.00  | 270.27 |
| 7         | Cordano Russell  | 19.06 | 23.55 | 0.00  | 92.88 | 93.32 | 94.93 | 0.00  | 211.80 |
| 8         | Matias Dell Olio | 69.14 | 69.86 | 0.00  | 0.00  | 0.00  | 0.00  | 84.12 | 153.98 |